# إدوارد برادفورد بيكيت
إدوارد برادفورد بيكيت هو محامي وسياسي أمريكي، ولد في 1823 في مقاطعة ويلسون في الولايات المتحدة، وتوفي في 26 يناير 1882. نشط حزبياً في الحزب الديمقراطي. وقد انتخب عضو مجلس نواب تكساس ‏.